# ダコタ・カイ
ダコタ・カイ (Dakota Kai、1988年5月6日 - ）は、ニュージーランドの女性プロレスラー。オークランド出身。WWE・Raw所属。本名はシェリー・ジョージナ・クロウリー (Cheree Georgina Crowley）

## 経歴
2007年12月、地元オークランドのインパクト・プロレスリングでデビュー。
2011年9月、オーストラリア・シドニーのPWWAデビュー。ケリー・スケーターとシングルで対戦して勝利。
2012年8月、Britenay、Megan-Kateとのトリプルスレットマッチを制しニュージーランド女子王座獲得。
同月28日にはジェシー・マッケイを降しマディソン・イーグル負傷のため設けられたPWWA暫定王座獲得。
2012年、ケリー・スケーターと時間切れ引き分けで暫定王座防衛。
2013年4月6日、SHIMMERデビューでクリスティーナ・ヴォン・イーリー、山縣優 カラミティ、Rhia O'Reillyとの5WAYを戦うが敗れる。
同月13日のSHIMMER 54でキンバー・リーを降しSHIMMER初勝利を挙げるも、翌日のSHIMMER 56でミア・イムに敗れる。
同月19日、SHINEデビューを果たすも、メルセデス・マルチネスに敗れる。
9月には復帰したマディソン・イーグルとのPWWA王座統一戦をトップローブ・ダブルストンプで沈め王座統一。
2014年、ZERO1オーストラリアを通じ来日。来日期間中はディアナに参戦。また、Joshi 4 Hopeにてマディソン・イーグルと組み、3G （ケリー・スケーター&中川ともか）が持つ SHIMMERタッグ王座に挑むが敗れる。
4月にSHIMMER 62で志田光とシングルで対戦も敗れる。
2015年、2度目の来日でスターダム参戦。その初戦となった12月6日に松本浩代&ケリー・スケーターと組み、アーティスト・オブ・スターダム王座を獲得。
2016年12月、WWEに入団し、NXTで活動を始める。
2022年4月29日、WWEから解雇される。
2022年7月30日、サマースラムでのビアンカ・ベレアー vs ベッキー・リンチのRaw女子王座戦の後に、ベイリーとイヨ・スカイと共に登場しWWEに復帰した。
2024年4月、レッスルマニア40ではダメージ・コントロール(ASUKA、カイリ・セイン、ダコタ・カイ)組として、ジェイド・カーギル、ビアンカ・ベレア、ナオミ組と対戦するも、敗れている。
2025年5月2日、WWEからリリースされた。

## 得意技

### フィニッシュ・ホールド
GTK（Go To Kik）
相手をファイヤーマンズキャリーの体勢から相手を頭上に高く持ち上げて相手を前に落下させて、目の前に落とすと同時に、相手の側頭部又は、顎に目掛けてオーバーヘッドキックを放つ技。

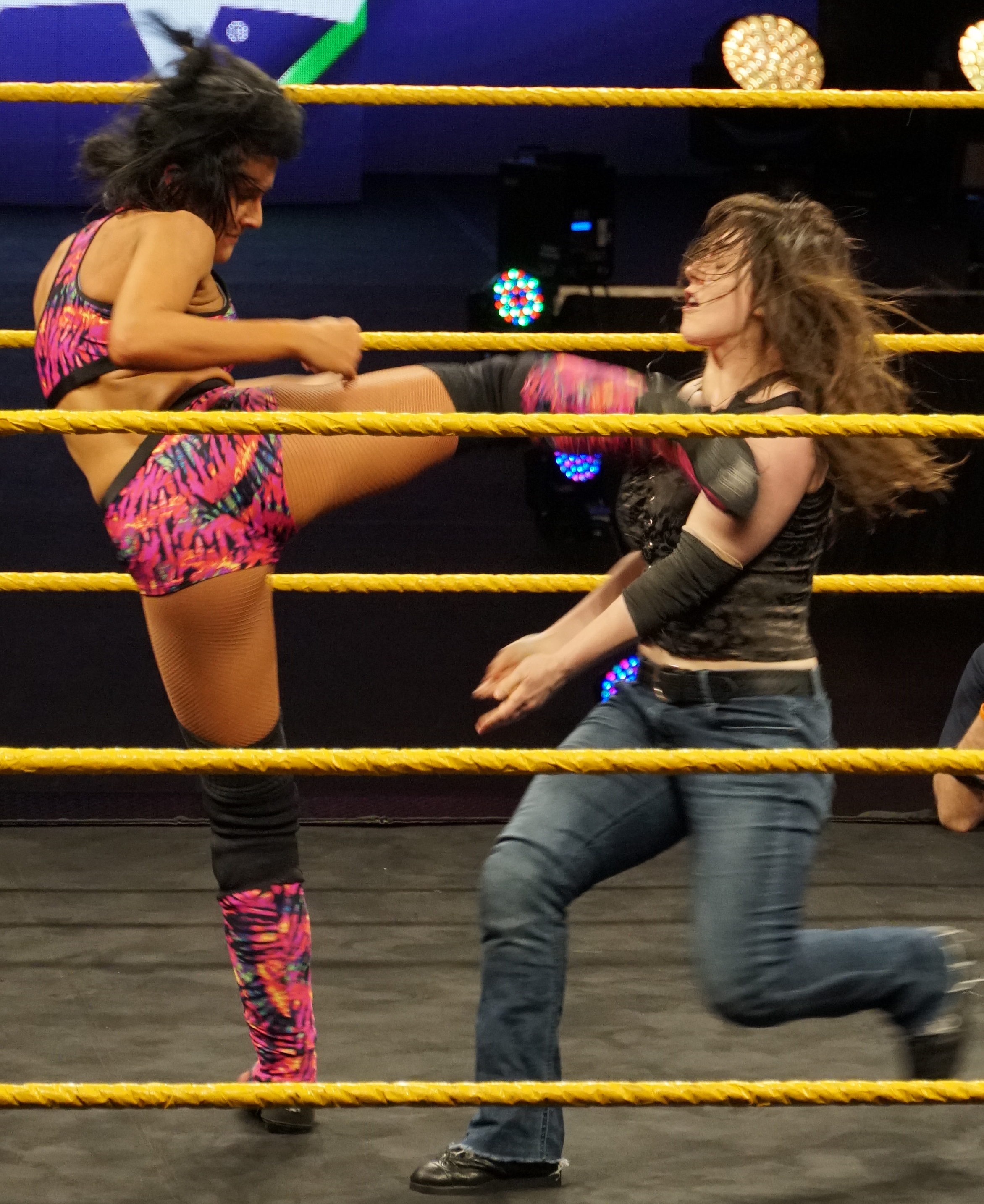
TTYL
相手をファイヤーマンズキャリーの体勢から相手を頭上に高く持ち上げて相手を前に落下させて相手の胸又は顎に目掛けてミドルキックを放つ技。
カイロプラクター
サンセットフリップ・タブルニー・バックブリーカー
ダイビング・タブルフットスタンプ
カイロキック
通常のケンカキック、コーナー串刺し式の2種類使用する。

### 打撃技
エルボー
ビンタ
各種蹴り
ローキック、ミドルキック、ハイキック
サッカーボール・キック
座っている相手の背面へ強烈に蹴る技。
PK（ペナルティー・キック）
相手が座っている状態で自身は助走して相手の胸板にサッカーボール・キックで相手を叩き込む。
ビッグブート
アックスキック
かかと落とし
ニーリフト
スコーピオンキック
フェイス・ウォッシュ
コーナーにもたれかかってダウンした相手の側頭部を目がけてのランニング・ビッグブート。

### 投げ技
スナップ・スープレックス
スープレックス
スーパープレックス
ジャーマンスープレックス
DDT

### フォール技
スクールガール
スモール・パッケージホールド
バックスライド

## 獲得タイトル
- IPW女子王座（2回）[18][19]
- PWWA王座（1回）
- アーティスト・オブ・スターダム王座
- WWE女子タッグチーム王座 (2回)

w / イヨ・スカイ
- NXT女子タッグチーム王座（2回）

w / ラケル・ゴンザレス